# Landau-Institut für Theoretische Physik

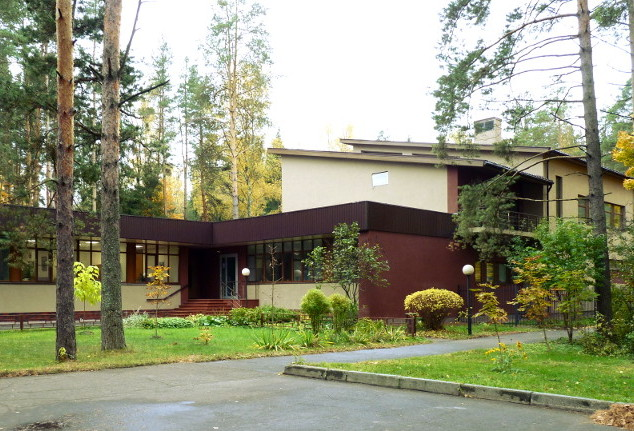
Landau-Institut

Das Landau-Institut für Theoretische Physik (russisch Институт теоретической физики имени Л. Д. Ландау (ИТФ)) in Tschernogolowka bei Moskau ist ein Forschungsinstitut, in dem ein breites Spektrum von Problemen der Theoretischen Physik bearbeitet wird, von der Elementarteilchenphysik über die Physik der kondensierten Materie bis hin zur Kosmologie. 1965 von Schülern von Lew Landau gegründet, entwickelte es sich rasch zu einem Wissenschaftszentrum von weltweiter Reputation.
Zu seinen bekanntesten Wissenschaftlern gehören u. a. der Nobelpreisträger Alexei Alexejewitsch Abrikossow, die langjährigen Institutsdirektoren Issaak Chalatnikow, dem Gründungsdirektor, und Wladimir Sacharow, die mathematischen Physiker und Wolf-Preisträger Sergei Petrowitsch Nowikow und Jakow Sinai sowie die Physiker Arkadi Migdal, Alexander Migdal, Alexander Samolodtschikow,  Lew Gorkow, Wladimir Belinski, Grigori Wolowik, Wadim Lwowitsch Beresinski, Wladimir Minejew (in den 1990er Jahren Vizedirektor und Leiter der Theorie), Waleri Pokrowski, Konstantin Efetov, Alexei Borissowitsch Schabat, Konstantin Khanin, Alexei Jurjewitsch Kitajew und Alexander Poljakow.
Die Wissenschaftler arbeiteten in den 1970er Jahren in relativ lockerer Verbindung mit dem Institut und teilweise zu Hause, da es am Institut nur wenige Räume gab. Ein Pflichttermin war allerdings das Landau-Seminar am Freitag, in dem in der Tradition der Landau-Schule ohne Rücksicht auf die Stellung der beteiligten Physiker heftig diskutiert wurde. Da sich jeder zu Wort melden konnte, nahm dies teilweise für Außenstehende chaotische Züge an, Ziel war aber die Klärung physikalischer Fragen ohne Rücksicht auf die hierarchische Stellung der Diskutanten.
Eine Vielzahl von Mitarbeitern des Landau-Instituts haben seit Ende der 1980er Jahre Rufe auf Professuren an renommierte Physik-Institute vor allem in den USA, Frankreich, England und auch in Deutschland erhalten. Oft wurden dabei wissenschaftliche Kontakte zu dem Heimatinstitut gewahrt.
Die Ausbildung von Doktoranden am Landau-Institut wie auch am Lebedew-Institut und am Kapiza-Institut wurde seit 1992 finanziell vom Forschungszentrum Jülich unterstützt (Landau-Stipendien).